# 54863 Gasnault
54863 Gasnault este o planetă minoră (asteroid) din centura de asteroizi. A fost descoperită pe 18 iulie 2001 la Observatorul Palomar de Near Earth Asteroid Tracking. 
Obiectul prezintă o orbită caracterizată de o semiaxă mare de 2,5624748810113 UAi, o excentricitate de 0,09, o înclinație de 5,2 ° în raport cu ecliptica.